# Most Euripus
Most Euripuv (grško Γέφυρα Ευρίπου) je 395 metrov dolg most s poševnimi zategami, ki stoji na Halkidi in prečka preliv Euripos, osrednji in najožji del preliva, ki ločuje otok Evboja od grške celine.
Zgrajen je bil leta 1992, most je bil prvi cestni most te vrste konstrukcije v Grčiji. Tehnični izziv med fazo načrtovanja in gradnje je bil izjemno tanek, vzdolžno in prečno prednapet betonski krov (voziščna konstrukcija) s samo 45 cm konstantno debelino, ki zagotavlja zadostno togost, da ni več vzdolžnih nosilcev. Večnamenski zadrževalni kabli imajo torej bližji razmik približno 5 metrov z minimalnim naklonom 23 stopinj in so bili neposredno uporabljeni za podporo prosto konzolnim opažem med gradnjo krova. Zaradi večje potresne učinkovitosti je betonski krov monolitno povezan s polnom. Omejeno reakcijo zaradi povišanja temperature je mogoče dobro obvladati zaradi vitkih stolpov in mehke nadgradnje. Na prehodnih odsekih na koncih mostu se tečajni nihajni elementi uporabljajo za prenos dvižnih sil v podkonstrukcijo.

## Tehnični podatki
- Skupna dolžina: 395 metrov
- Dolžine razpona glavnega mostu: 90 + 215 + 90 metrov
- Širina krova mostu: 13,50 metra (2 prometna pasova + 2 pločnika)
- Površina krova: 5.390 kvadratnih metrov
- Višina pilona: 90 metrov (približno 45 metrov nad in 45 metrov pod nivojem voziščne konstrukcije)
- Debelina betonskega krova: 45 centimetrov[3]